# Colindatul de ceată bărbătească

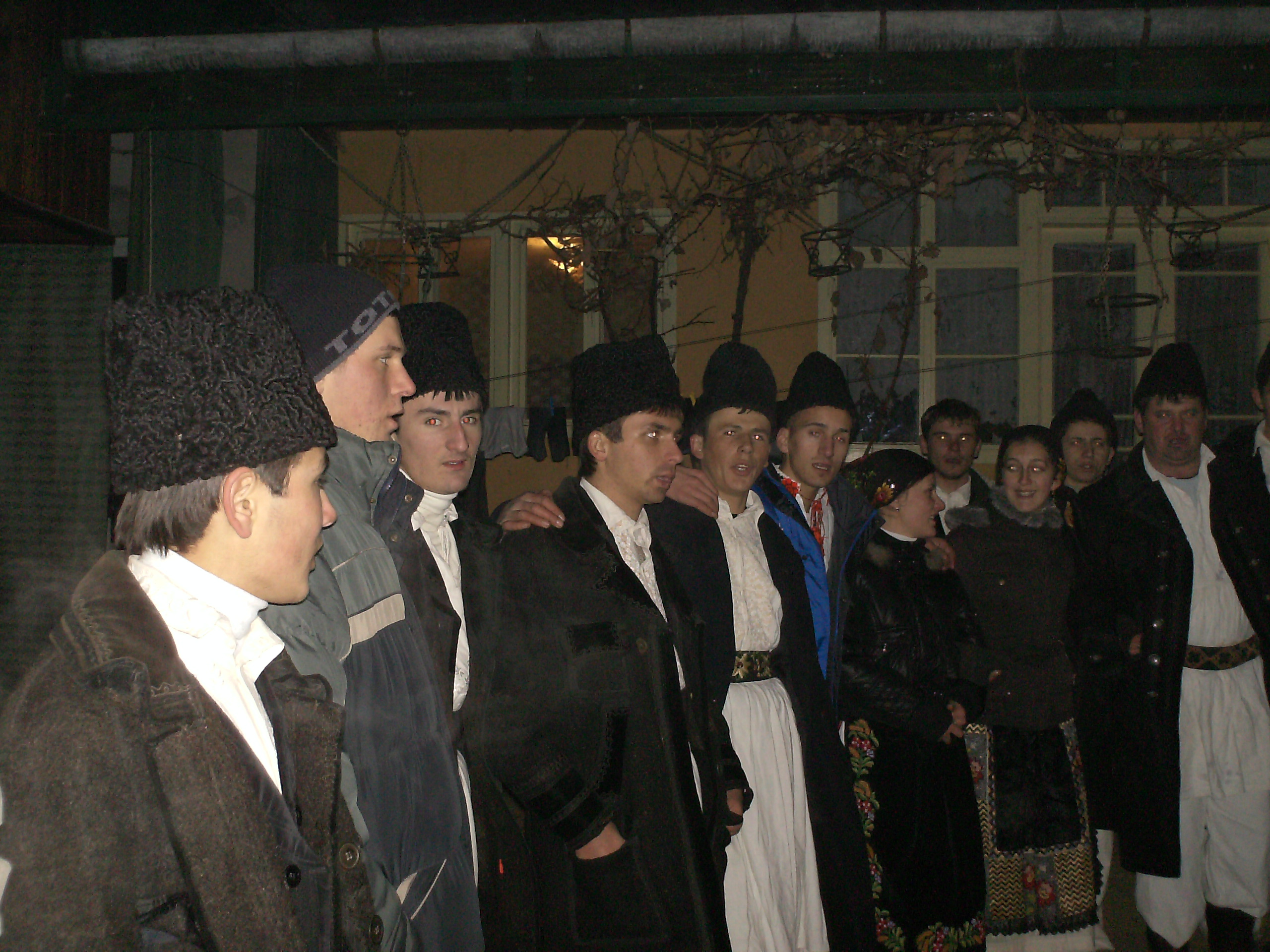
Colindat

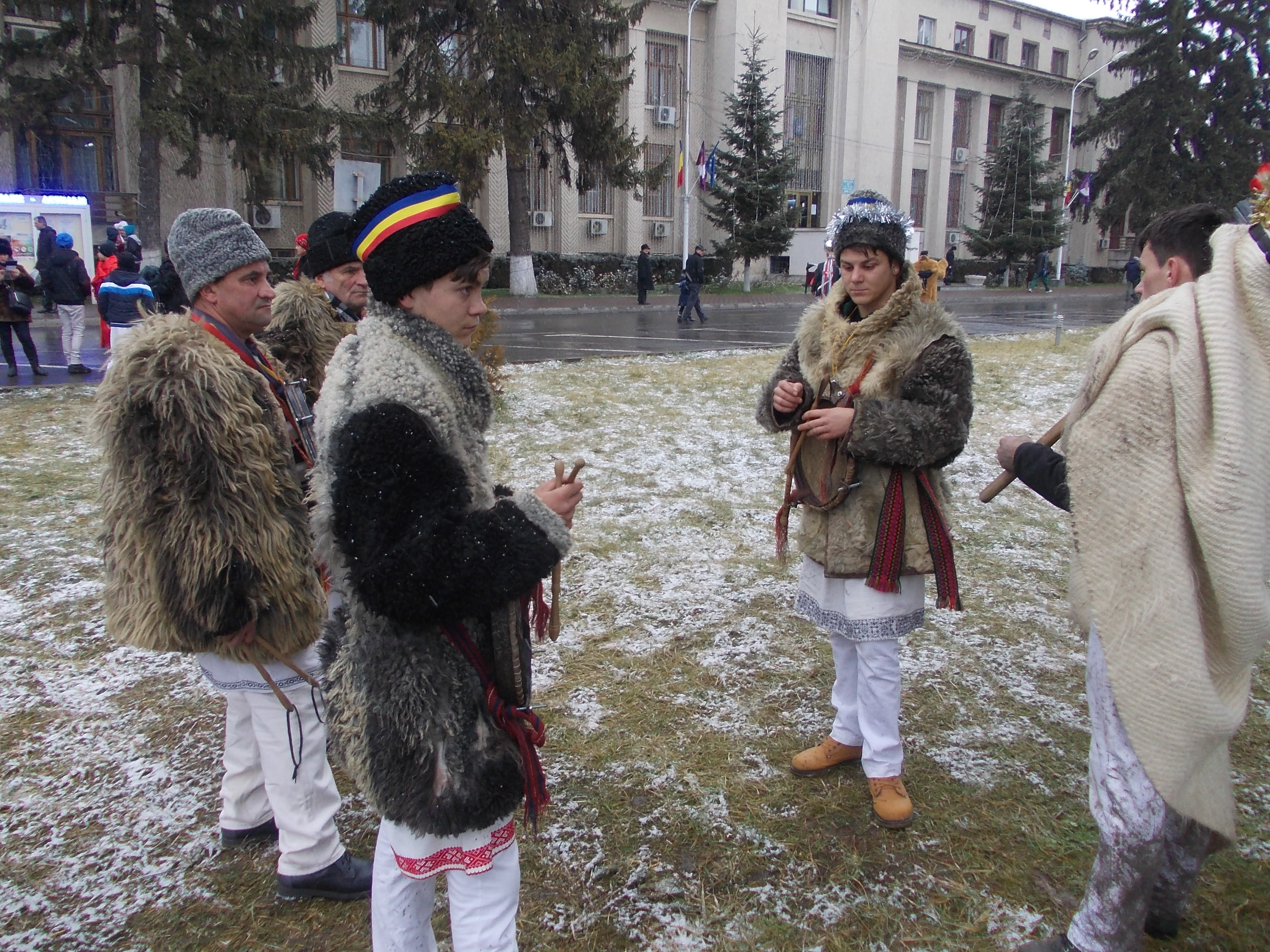
ceată de colindători

Colindatul de ceată bărbătească este un obicei tradițional de iarnă foarte vechi în cultura românească, fiind întâlnit în spațiul Republicii Moldova, în România, dar și în teritoriile aferente spațiului românesc.
Obiceiul a fost inclus în lista patrimoniului mondial imaterial UNESCO. Decizia a fost luată la sfârșitul anului 2013 la sesiunea Comitetului pentru Salvgardarea Patrimoniului Imaterial al UNESCO care a avut loc la Baku, Azerbaidjan.

## Legături externe
- Men's group Colindat, Christmas-time ritual - vo pe YouTube